# Nobody’s Home
Nobody’s Home – ballada pop-rockowa kanadyjskiej piosenkarki Avril Lavigne, którą wydano jako trzeci singiel pochodzący z jej drugiego albumu, Under My Skin. Utwór został napisany przez Lavigne oraz Bena Moody’ego, ówczesnego członka grupy Evanescence. Piosenka jest balladą rockową, znacznie wolniejszą niż inne utwory artystki z tego krążka.

## Teledysk
Klip wideo do piosenki został wyreżyserowany przez Diane Martel i wydany w 2004 roku. Avril gra tam dwie postaci: siebie oraz ciemnowłosa nastolatkę, o której właśnie jest mowa w piosence. W klipie widać dziewczynę, która jest nieakceptowana przez otoczenie, nikt jej nie może pomóc i próbuje wrócić do swojego pustego domu.

## Singel CD i jego formaty
Niemcy i Tajwan
1. „Nobody’s Home” (Album Version)
2. „Nobody’s Home” (Live Acoustic Version)
3. „Knockin’ on Heavens Door”
4. „I Always Get What I Want”
5. „Nobody’s Home” (Teledysk)

Wielka Brytania CD1
1. „Nobody’s Home” (Album Version)
2. „Nobody’s Home” (Live Acoustic Version)

Wielka Brytania CD2
1. „Nobody’s Home” (Album Version)
2. „Nobody’s Home” (Live Acoustic Version)
3. „Knockin’ on Heavens Door”
4. „Nobody’s Home” (Teledysk)

Australia
1. „Nobody’s Home” (Album Version)
2. „Nobody’s Home” (Live Acoustic Version)
3. „Knockin’ on Heavens Door”
4. „I Always Get What I Want”

Japonia
1. „Nobody’s Home” (Album Version)
2. „My Happy Ending” (Live Acoustic Version)
3. „Take Me Away” (Live Acoustic Version)
4. „Nobody’s Home” (Teledysk)

Stany Zjednoczone
1. „Nobody’s Home” (Album Version)
2. „Nobody’s Home” (Instrumental Version)
3. „Nobody’s Home” (A Capella)

Europa
1. „Nobody’s Home” (Album Version)

## O utworze
„Nobody’s Home” została napisana przez Lavigne oraz jej dobrego przyjaciela, Bena Moody’ego, ówczesnego gitarzystę i byłego lidera zespołu Evanescence. Wielu ludzi słuchających utworu sądziło, iż opowiada on o piosenkarce, lecz ona zaprzeczyła temu, twierdząc, iż jest to historia dziewczyny z którą chodziła do liceum. Na wczesnych wydaniach płyty z klipem był wydrukowany cytat piosenkarki: Tak, Nobody’s Home jest o dziewczynie z mojego liceum. Nie byłyśmy bliskimi przyjaciółkami ani nic takiego, lecz codziennie ją widywałam. Po prostu zmierzała po niewłaściwej ścieżce, jej życie nie było do końca udane.

## Teledysk
W teledysku do utworu Lavigne gra bezdomną nastolatkę żyjącą na ulicy. Piosenkarka, która powiedziała, że kręcenie klipu było bardzo zabawne, zagrała w nim dwie postacie: wcześniej wspomnianą bezdomną, ciemnowłosą, w wytartych dżinsach, o której jest piosenka oraz ubraną w długą, ciemną suknię dziewczynę z bogatego domu, z długimi i kręconymi blond włosami, śpiewającą przy akompaniamencie orkiestry.
Na początku klipu można zauważyć litery „A+D”, będące inicjałami imion piosenkarki oraz jej ówczesnego chłopaka, dziś byłego męża, Derycka Whibleya. Następnie w łazience, w której bohaterka teledysku suszy włosy te same litery są wewnątrz serca narysowanego na ścianie pomieszczenia.

## Listy przebojów
Piosenka w wielu krajach nie zabrnęła na listach tak wysoko jak niektóre poprzednie single piosenkarki, jednak udało się jej osiągnąć przyzwoite miejsca. Utwór otarł się o pierwszą 40 na liście Hot 100 magazynu Billboard zajmując 41. miejsce. Lepsze wyniki osiągnął w Wielkiej Brytanii oraz Australii – 24. miejsce w obu krajach. Jest to drugi najniżej notowany singel artystki w Wielkiej Brytanii po piosence „Hot”, która osiągnęła 30. miejsce w tym kraju. Na kanadyjskiej BDS Airplay Chart utwór uplasował się na 4. pozycji. Hitem okazał się w Meksyku i Argentynie – w obu krajach 1. miejsce.
| Lista                           | Pozycja |
| ------------------------------- | ------- |
| United World Chart              | 11      |
| Billboard Hot 100               | 41      |
| Billboard Adult Contemporary    | 38      |
| Billboard Pop 100               | 19      |
| Billboard Pop 100 Airplay       | 14      |
| ARC Chart (Radio) Top 40        | 4       |
| Amerykańska Top 40              | 14      |
| Kanadyjska BDS Airplay Chart    | 4       |
| Australijska ARIA Singles Chart | 24      |
| UK Singles Chart                | 24      |

| Lista                                  | Pozycja |
| -------------------------------------- | ------- |
| Irlandzka Singles Chart                | 19      |
| Włoska Top 40                          | 21      |
| Hiszpańska Los 40 Principales          | 28      |
| Belgijska Ultratip (under 50) Flanders | 1       |
| Holenderska Top 40                     | 37      |
| Szwajcarska Top 100 Chart              | 35      |
| Argentyńska Top 40 Singles Chart       | 1       |
| Brazylijska Hot 100 Singles Chart      | 15      |
| Meksykańska Top 100 Singles Chart      | 1       |
| Wenezuelska Singles Chart              | 3       |